# Прапор Сак
Пра́пор Сак затверджений 29 квітня 2005 р. рішенням сесії Сакської міської ради.

## Опис прапора
Квадратне полотнище, що складається з трьох вертикальних смуг — синьої, білої і червоної, у співвідношенні 1:3:1. У центрі білої смуги — герб міста.

## Джерело
- Рішенням сесії Сакської міської ради від 29 квітня 2005 р.